# Trenal
Trenal is een gemeente in het Franse departement Jura (in de regio Bourgogne-Franche-Comté en telt 351 inwoners (1999). De plaats maakt deel uit van het arrondissement Lons-le-Saunier.

## Geschiedenis
Op 1 januari 2017 werd de gemeente uitgebreid met de per die datum opgeheven gemeente Mallerey.

## Geografie
De oppervlakte van Trenal bedraagt 6,6 km², de bevolkingsdichtheid is 53,2 inwoners per km².

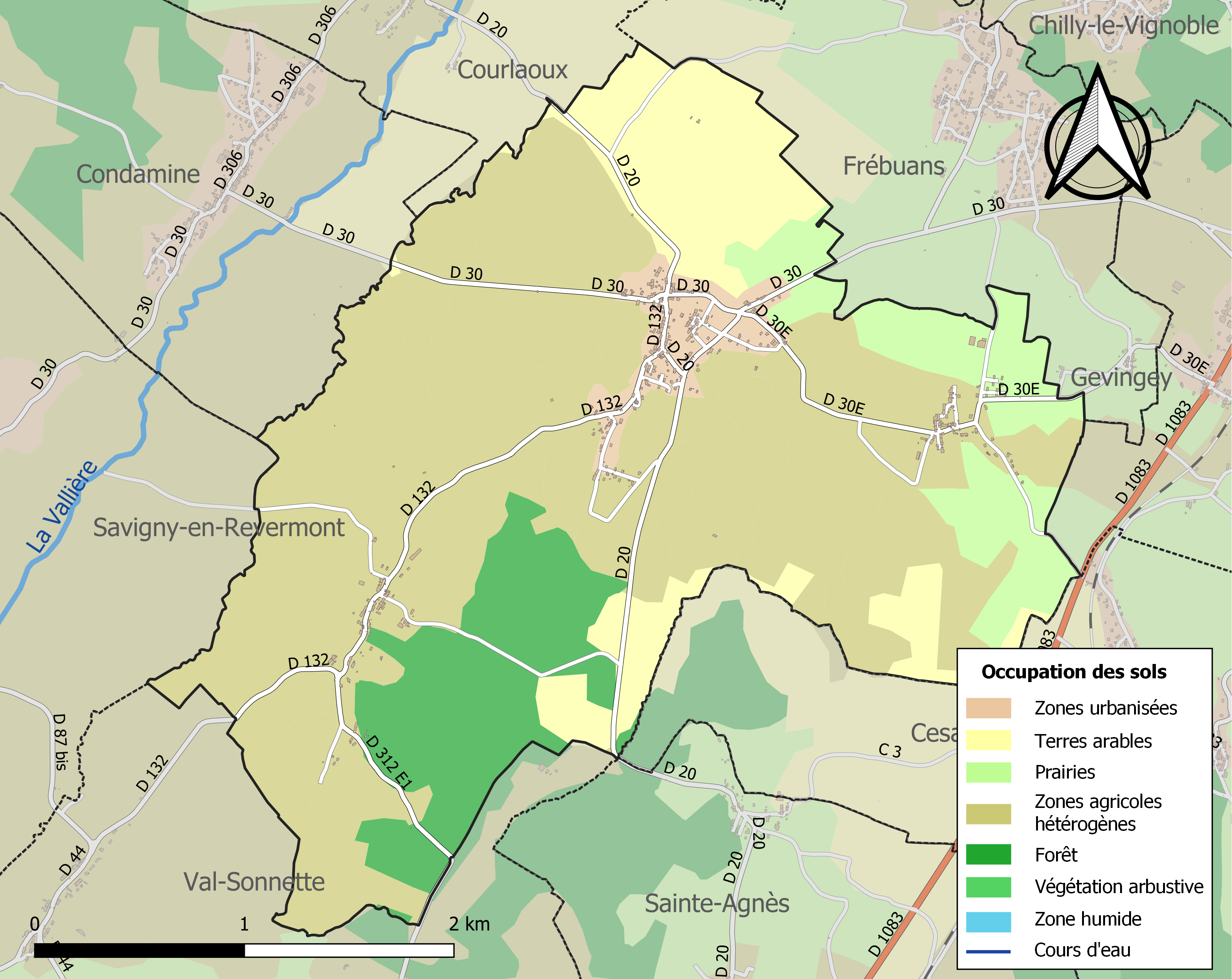
Kaart van de gemeente met de belangrijkste infrastructuur, bodemgebruik en omliggende gemeenten

## Demografie
Onderstaande figuur toont het verloop van het inwonertal.